# ExtraSchicht

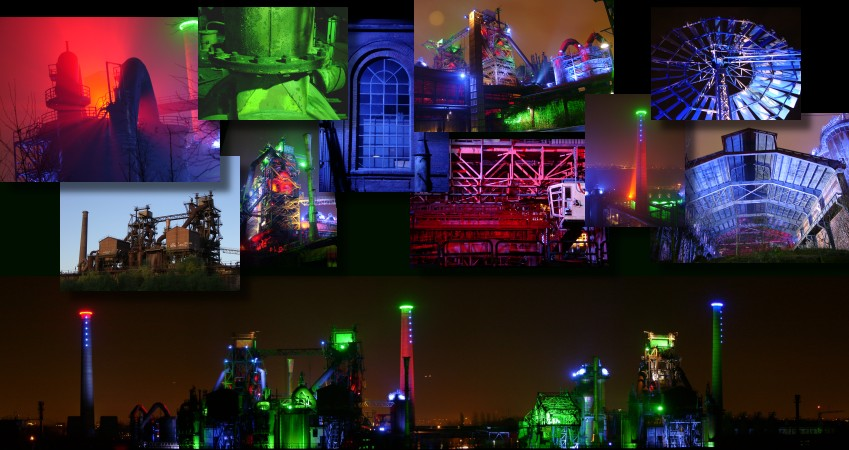
Fotocollage: Der Landschaftspark Duisburg-Nord wird am Wochenende zwar nachts grundsätzlich angestrahlt, ist jedoch auch einer der Austragungsorte der ExtraSchicht.

Die ExtraSchicht ist ein eintägiges Kulturfest in den Kernstädten des Ruhrgebiets. Sie ist auch als Nacht der Industriekultur bekannt.
Die ExtraSchicht setzt einmal pro Jahr in einer Nacht am letzten Samstag des Juni ehemalige Industrieanlagen, aktuelle Produktionsstätten, Zechen und Halden als Spielorte der Industriekultur in Szene und verdeutlicht somit den Wandel des Ruhrgebiets von der Schwerindustrie zu einer modernen Wirtschafts- und Kulturregion.

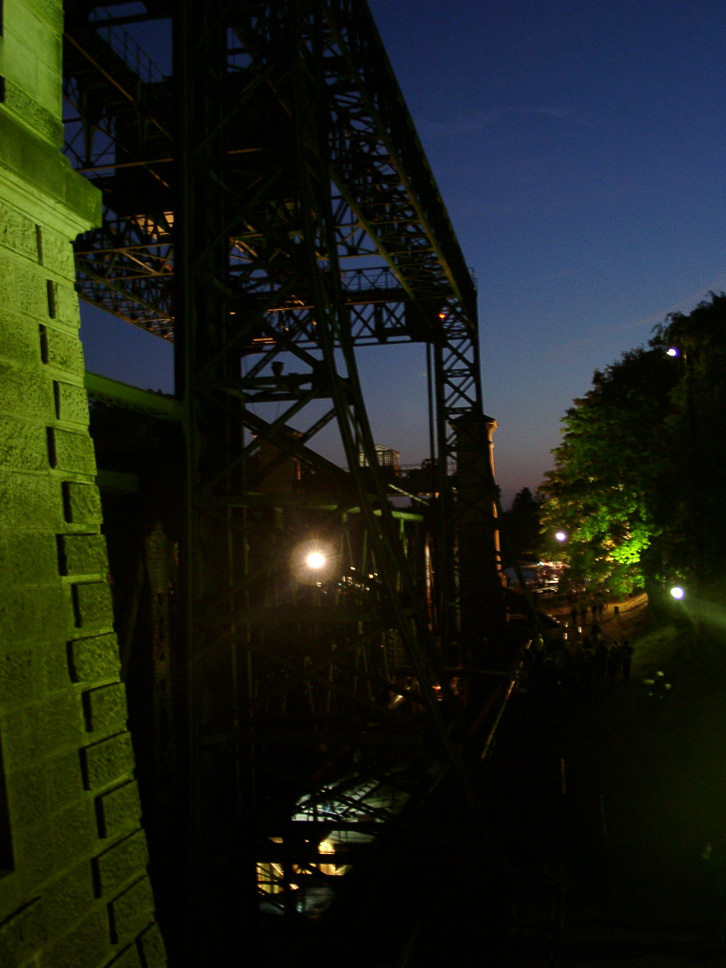
Schiffshebewerk Henrichenburg: nächtliche ExtraSchicht-Impressionen 2003

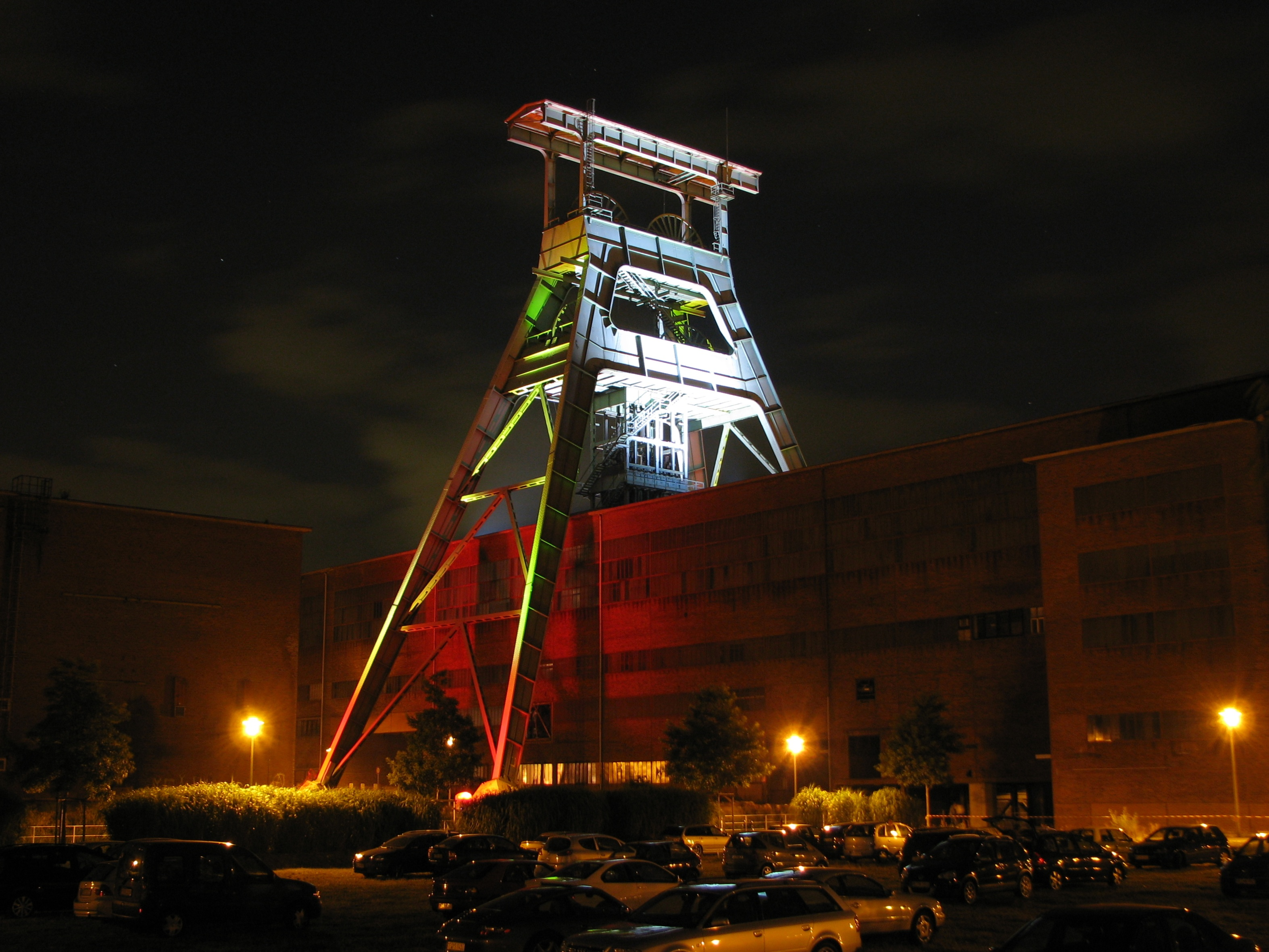
Zeche Ewald während der Extraschicht 2008

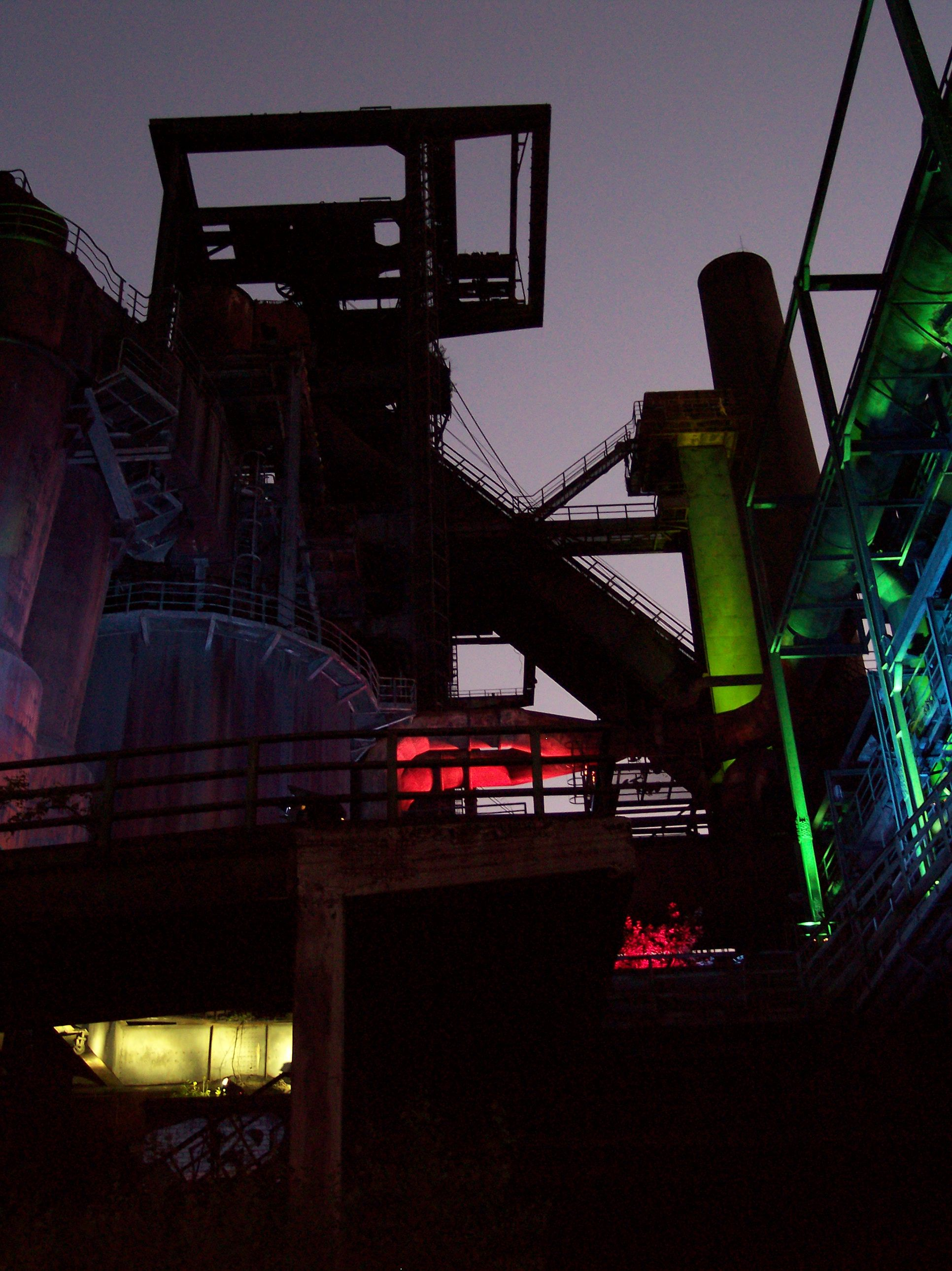
Hochofen in Dortmund-Phoenix-West, ExtraSchicht 2006

Fantasievolle Inszenierungen internationaler Künstler lassen die Spielorte der Industriekultur zur ExtraSchicht in einem neuen Blickwinkel erscheinen. Gleichzeitig lädt die Nacht der Industriekultur mit ihrer ganz besonderen Atmosphäre das Image des Ruhrgebiets positiv auf. Geboten werden von 18 bis 2 Uhr früh laufend Konzerte, Performances und Ausstellungen (nächtliche Sonderöffnungen) sowie Führungen durch Museen und Industriedenkmäler.
An dem von Astrid Jordan erdachten und 2001 erstmals veranstalteten Event beteiligten sich 2005 bereits 19 Ruhrgebietsstädte. An 37 Spielorten waren mehr als 120 Programmpunkte zu erleben. Als 20. Stadt war 2013 und 2014 Lünen (am östlichen Rand des Ruhrgebietes) dabei.
Für die „ExtraSchicht – Die Nacht der Industriekultur“ wird in jedem Jahr eigens vom VRR ein Mobilitätskonzept erarbeitet, mit dem die Besucher ohne Auto schnell und problemlos zwischen den Spielorten hin und her pendeln können. Insgesamt fahren für die ExtraSchicht über 100 zusätzliche Shuttle-Busse. Zudem werden einige der im ExtraSchicht-Gebiet liegenden S-Bahn-Linien durch zusätzliche Fahrten in der Nacht verstärkt. An den Spielorten und größeren Haltestellen (z. B. Hauptbahnhöfe, logistische Drehscheiben) werden zudem zwischen 150 und 200 Lotsen positioniert, die den Besuchern der Veranstaltung mit Rat und Tat zur Seite stehen. Sie sind deutlich an ihren blauen T-Shirts und Kappen zu erkennen und geben den ExtraSchicht-Besuchern Auskünfte zu Fahrplänen und -zeiten sowie zum Programm an den Spielorten und Drehscheiben.
Die ExtraSchicht wurde in den vergangenen Jahren durchschnittlich von 100.000 bis 150.000 Zuschauern besucht und galt damit als wichtiger Beitrag für die Bewerbung des Ruhrgebiets zur Kulturhauptstadt Europas 2010. Im Kulturhauptstadtjahr fand die ExtraSchicht am 19. Juni 2010 statt. Unter dem Motto „Das Sommerfest der Kulturhauptstadt“ waren rund 200.000 Menschen im Ruhrgebiet unterwegs. 2018 besuchten nach Angaben der Veranstalter rund 300.000 Besucher die 50 Spielorte in 22 Städten. Im Jahr 2019 erhöhte sich die Zahl der teilnehmenden Städte auf 24.
Veranstalter ist die Ruhr Tourismus GmbH. Projektpartner sind der Regionalverband Ruhr, der Verkehrsverbund Rhein-Ruhr und die RUHR.2010 GmbH.